# Csató Béla
Csató Béla (Csíkszereda, 1944. május 26. – ) pápai káplán, tiszteletbeli kanonok, nyugalmazott rk. plébános.

## Életpályája
A csíkszentsimoni elemi iskola elvégzése után 1957-től Gyulafehérváron kántoriskolát végzett. 1961–1967 között teológiai tanulmányokat folytatott. 1967. április 2-án szentelték pappá Gyulafehérváron.
1967–1970 között Gyergyószentmiklóson szolgált. 1970–1974 között Brassóban káplán. 1974–1981 között Nyárádtőn plébános. 1981–1990 között Sepsiszentgyörgyön plébános. 
1985–1987 között Sepsiszentgyörgyön – hatósági engedély nélkül – templomot épített. 1990-től Sepsiszentgyörgyön a Magzatvédő Társ. tagja. 1990–1992 között Gyulafehérváron püspöki helynökként dolgozott. 1991-ben Gyulafehérváron a Ker. Orvosok Szövetsége ökumenikus egyes. alapító tagja volt. 1991-ben a Cursillo-mozgalom irányítója. 
1992–2007 között Marosvásárhelyen plébános. 2007–2019 között Csíkszentkirályon plébános. 2019–2020 között nyugdíjazták. 2020–2023 között Székelylengyelfalva plébánosa.

## Díjai
- A Magyar Érdemrend parancsnoki keresztje (2003)[1]
- Marosvásárhely díszpolgára[2]